# Malmtorgsgatan

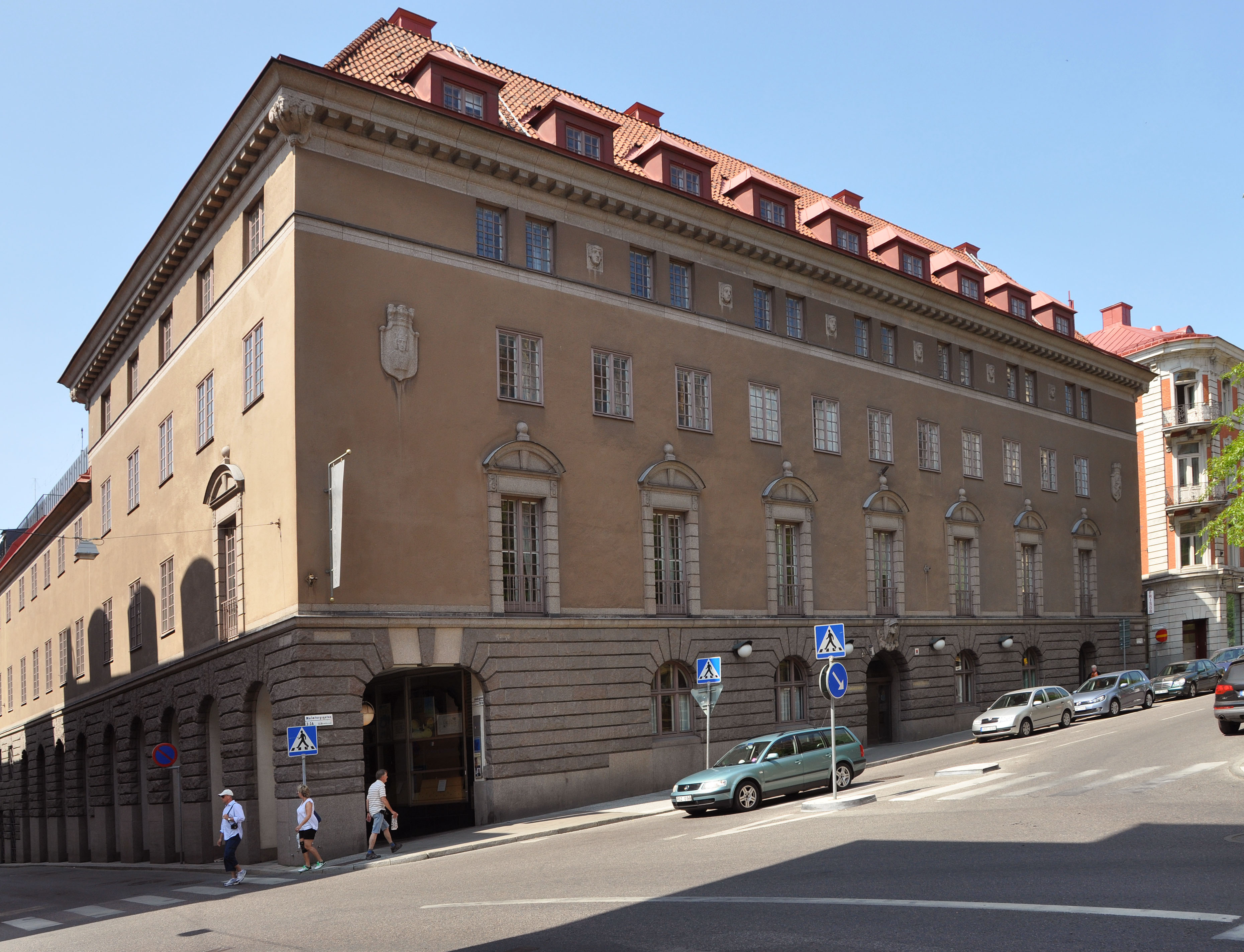
Malmtorgsgatan 3, Brunkhuvudet 1.

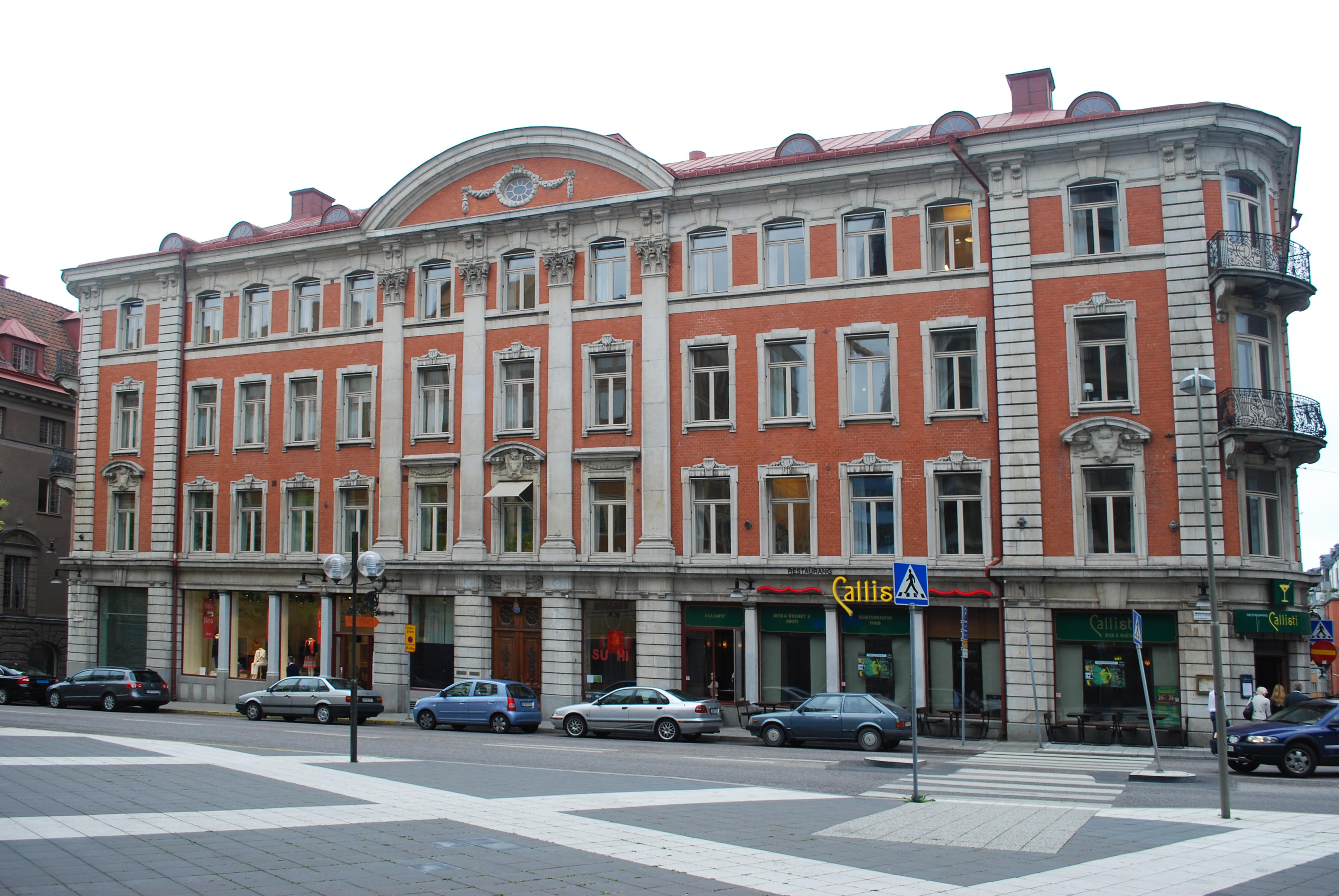
Malmtorgsgatan 5, Brunkhalsen 5.

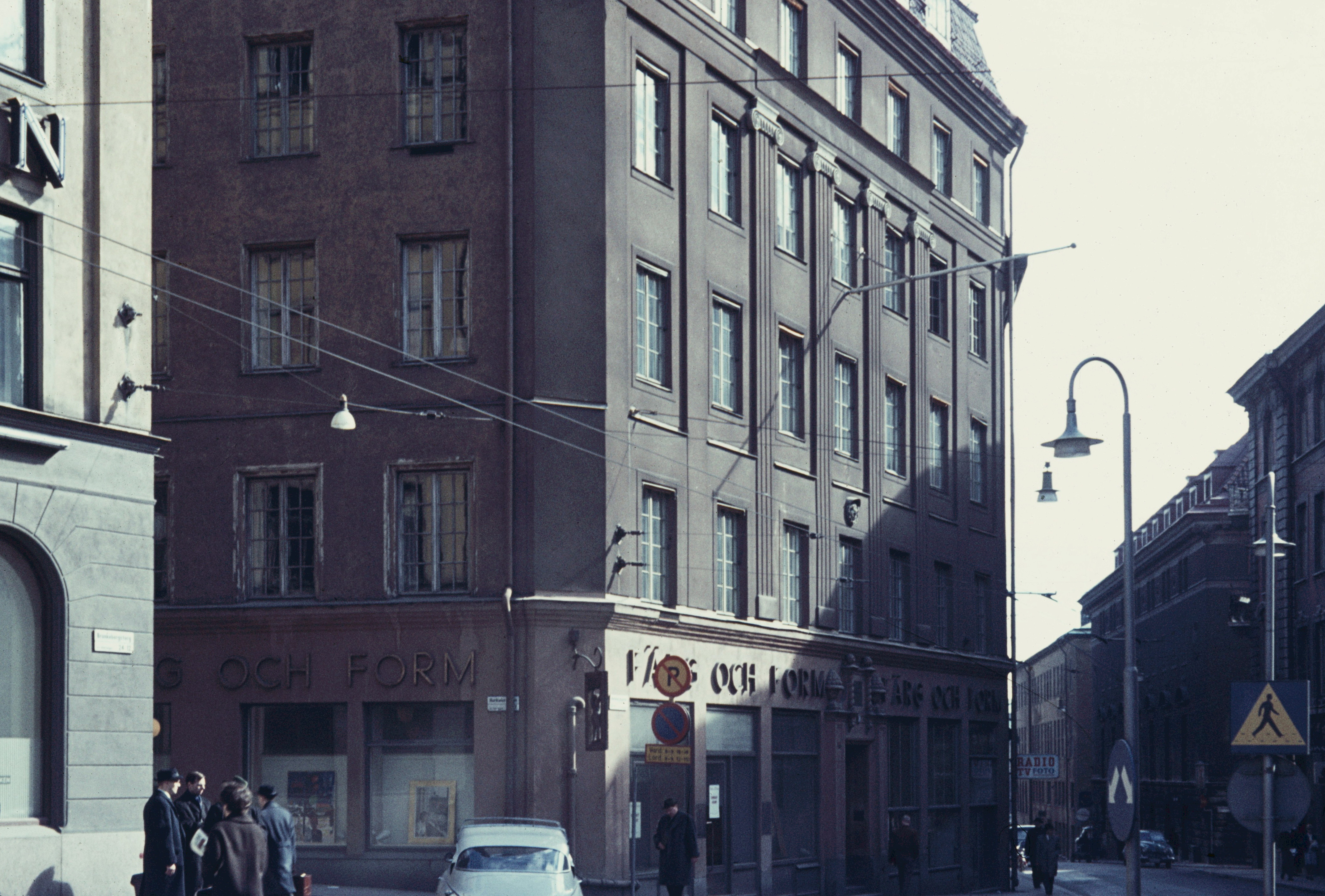
Malmtorgsgatan 10, 1963.

Malmtorgsgatan är en gata på Norrmalm i Stockholm. Gatan fick sitt nuvarande namn 1719 som Malmtorgzgatan.

## Beskrivning
Malmtorgsgatan sträcker sig från Gustav Adolfs torg i söder mot Brunkebergstorg i norr. Gatan har sitt namn efter Malmtorget som var ett äldre namn för Gustav Adolfs torg. Ett annat namn för Malmtorgsgatan var Brunkebergsgatan (Brunkebergzgathon 1645). På Petrus Tillaeus karta från 1733 har gatan samma namn som idag. 

## Byggnader
- Vid Malmtorgsgatan 1 i kvarteret Johannes större ligger Gustav Horns palats från 1648 som sedan 1982 inrymmer Medelhavsmuseet.
- Vid Malmtorgsgatan 3 i kvarteret Brunkhuvudet ligger byggnaden för Nordiska Handelsbanken, Stockholm som uppfördes 1920 efter ritningar av arkitekten Ernst Stenhammar. Här låg tidigare Malmtorgsbadet.
- Vid Malmtorgsgatan 5 i kvarteret Brunkhalsen ligger byggnaden för Lifförsäkrings AB Nordstjernan som uppfördes 1897-1899 efter ritningar av arkitekten Erik Josephson (se Brunkhalsen 5).
- Bebyggelsen längs Malmtorgsgatans östra sida förändrades i samband med Norrmalmsregleringen där bland annat nuvarande byggnadskomplexet i kvarteret Trollhättan (Gallerian och Trollhättan 32) uppfördes mellan 1975 och 1982 efter ritningar av bland andra arkitekt Sune Malmquist.